# Offshore Technology Conference
Die Offshore Technology Conference (OTC; englisch auszusprechen, Oh-Tee-Cee) ist eine alljährlich in Houston, Texas, stattfindende Fachkonferenz in Kombination mit einer Fachmesse (Ausstellung) der Offshore-Industrie.
Die Veröffentlichungen (Proceedings) dieser Tagung gelten im offshoretechnischen Engineering als eines der wichtigsten Nachschlagewerke, beispielsweise für neue oder unkonventionelle Berechnungsmethoden.
Die Fachvorträge – gehalten von Wissenschaftlern aus Universitäten, öffentlichen Forschungseinrichtungen, Mineralölunternehmen und Dienstleistern der Offshore-Industrie – konzentrieren sich hauptsächlich auf die Festigkeit schwimmender oder fest stehender Konstruktionen unter Belastung durch Seegang sowie auf andere Themen rund um die Exploration und Produktion von Öl und Gas auf See. Trotz des hohen wissenschaftlichen Niveaus kennzeichnet sich diese Konferenz durch mehr Praxisorientiertheit als ähnliche Veranstaltungen auf diesem Gebiet, etwa die OMAE (Offshore Mechanics and Arctic Engineering).